# مكتب مكعبي

موظفون ييعملون في المكتب المكعبي

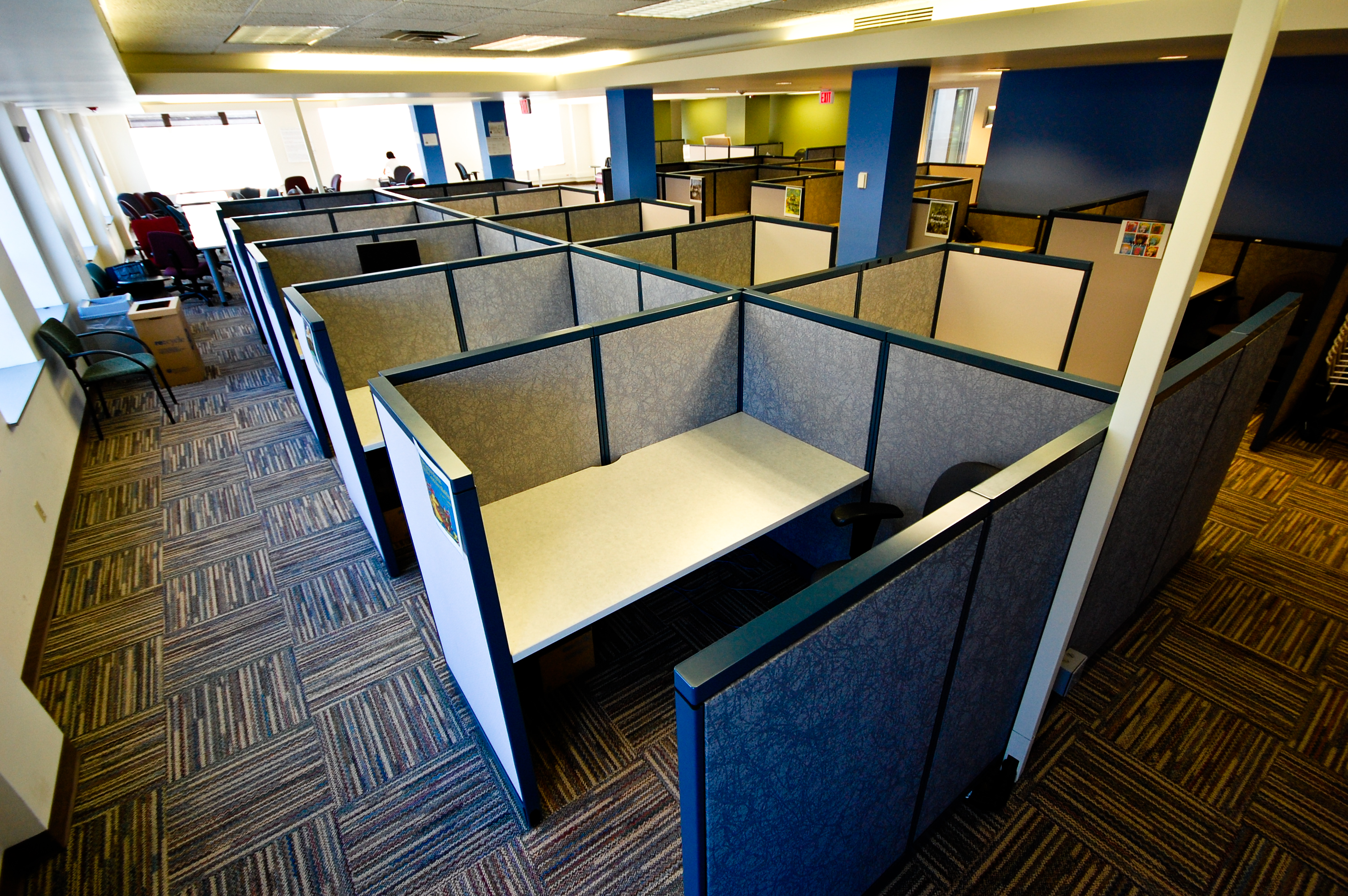
مكاتب مكعبية في مساحة مشتركة في بورتلاند (أوريغون)

المكتب المكعبي (الجمع: مَكَاتِب مُكَعَّبِية) هو منصة عمل شبه مغلقة وهي مفصولة من المكاتب المحيطة بها بواسطة حواجز عادةً بطول 5-6 قدم (1.5-1.8 قدم). وهدفها العزل من الأنظار والإزعاج عكس منصة العمل المفتوحة، وذلك ليتمكنوا من التركيز مع القليل من الإزعاجات. المكعبات تتألف من وحدات أساسية كالجدران، أسطح العمل، صندوق علوي، أدراج، ورفوفـ والتي يمكن ضبطها على رغبة المستخدم. تركيبها يتم عبر طاقم عاملين مدربين، ولكن يوجد هنالك مكعبات تسمح بالتركيب من دون مستخدمين مدربين.
المكعبات في عقد 2010 عادةً ماتكون مجهزة بحاسوب، شاشة، لوحة مفاتيح، وفأرة على سطح العمل. المكعبات عادةً تحتوي على هاتف. وبما أن معظم المكاتب تحتوي على مصابيح فلوريسنت علوية لإضاءة المكتب، المكعب قد وقد لا يحتوي على مصابيح أو معدات إضاءة إضافية. والأثاث الأخر الذي يستخدم في المكعبات يتضمن كرسي مكتبي، خزانة مستندات، رف مكتبي،  و شماعة معاطف.
أول مكتب مكعبي تم إنشاءة بواسطة المصمم روبرت بروست لهيرمان ميلر، وقد نزل في العام 1967م تحت مسمى «أكشن أوفيس». وبالرغم من أن مكعبات العمل تعتبر رمزاً للعمل في المكاتب الحديثة وذلك يعود لسبب انتساق وللباقة المكعبات، ويوفر للموظف درجة أكبر من الخصوصية والتخصيص من بيئات العمل السابقة، والتي عادةً تتألف من طاولات مصفوفة في صفوف في غرفة مفتوحة. في بعض المكاتب، مكعبات العمل يستطيع الموظف بأن يزين جدران مكعباته بملصقات، صور وأشياء أخرى.

## مصطلحات
المكتب المكعبي أيضاً يسمى الطاولة المكعبية، مكعب مكتبي، منصة عمل مكعبية

## التاريخ

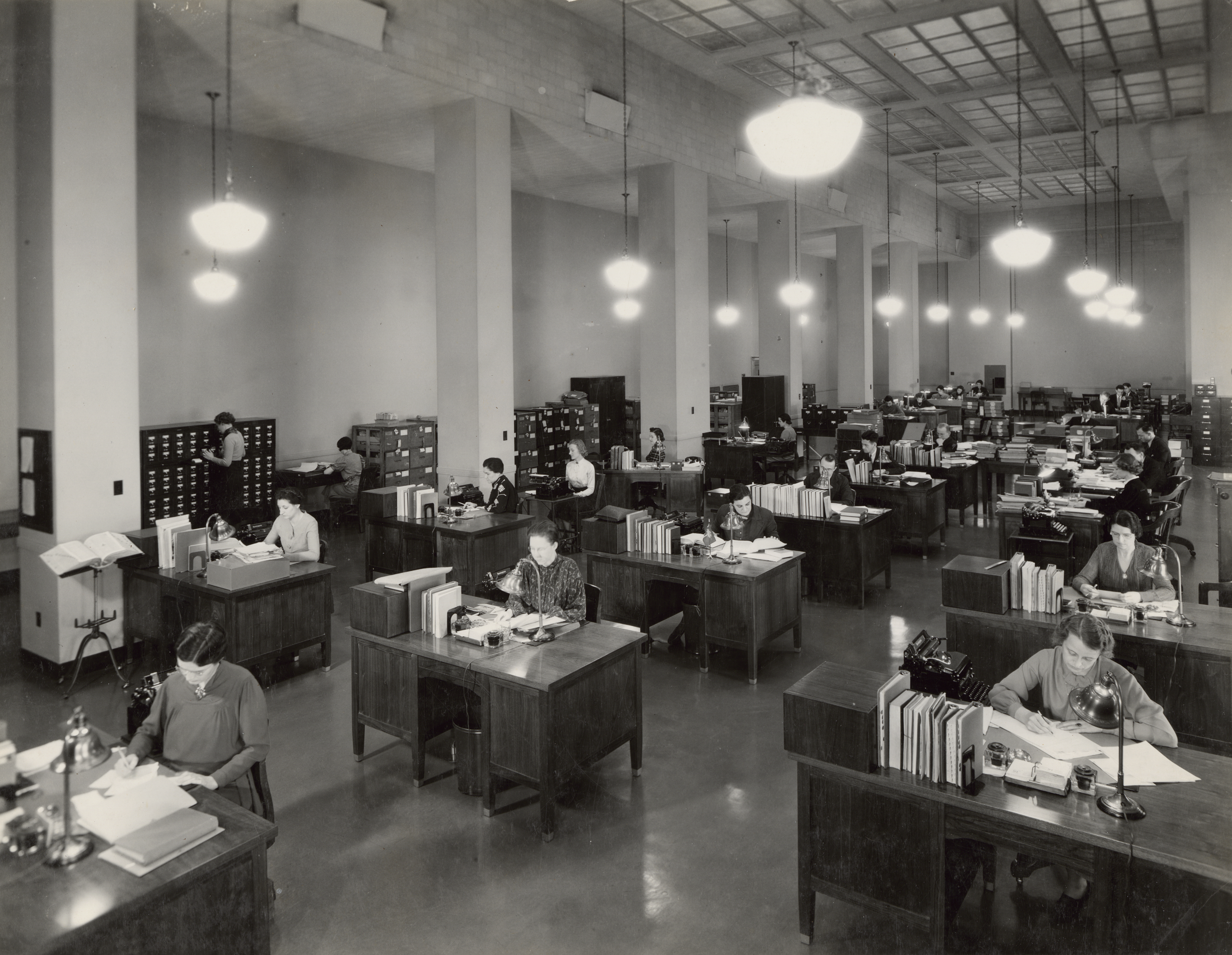
قبل مكعبات العمل : مكاتب بطاولات مرتبه في صفوف، 1937م

### أكشن أوفيس
في عام 1960، هيرمان ميلر أسس مركز شركة هيرمان ميلر للبحوث، وقد عين روبرت بروبست كمدير، وبإشراف جورج نيلسون.  مهمته كانت لحل المشاكل التي تتعلق باستخدام الأثاث، ليس الأثاث بنفسه. مشروع الشركة الأكبر كان لتقييم المكتب، وذلك لأنه تطور خلال القرن العشرين، وبالخصوص كيف كان يعمل في الستينيات. تعلم بروبيست الطرق التي يعمل بها الناس في المكتب، كيف للإستعلامات ان تنتقل، وكيف لنسق المكتب ان يؤثر في الأداء. بروبست استشار الرياضياتيون، علماء النفس السلوكي، وعلماء الإنسان. 
استنتج بروبست من دراساته خلال القرن العشرين بيئة عمل المكاتب تغيرت جوهرياً، خصوصاً في العلاقة مع كمية الإستعلامات التي تعالج. مقدار الإستعلامات التي يجب على الموظف ان يحللها، وينظمها ويصونها،  قد إرتفعت بقدر هائل. بالرغم من هذا، النسق الأساسي  لمكاتب الشركة لم يتغير كثيراً، بما ان الموظفين يجلسون خلف صفوف من الطاولات الاعتيادية في غرفة مفتوحة كبيرة، تخلو من الخصوصية. دراسات بروبست تشير إلى ان بيئة مفتوحة تقلل من التواصل بين الموظفين، وتعيق القدرة على التقدم. وبناءاً على هذا بروبست علق «واحدة من الأوضاع المؤسفة لمكاتب حضرنا، القدرة على توفير صيغة متماثلة للجميع.» وبالإضافة إلى هذا أجساد الموظفين تعاني من الجلوس لساعات طويلة في وضع واحد. بروبست استنتج بأن الموظفين يحتاجوا الخصوصية والتفاعل في آن واحد، يعتمد على ماهي مهماتهم التي يؤدونها.
بروبست وشركة البحث قاموا بتطوير خطة، والتي قام مكتب جورج نيلسون بتنفيذها بشكل أكشن أوفيس 1 (AO-1) أيه أو 1، وقد قدموها في شركة هيرمان ميلر في عام 1964م. أيه أو 1 احتوت على طاولات ومنصات عمل بمساحات مختلفة والتي سمحت للموظف بحرية الحركة، وباعتبار بأن وضع العمل يلائم المهمة تماماً. أيه أو 1 كانت مناسبة مثالياً للمكاتب المهنية الصغيرة والتي يقوم المدراء والموظفين بالتفاعل باستخدام نفس الأثاث، لكنها لم تكن مناسبة لمكاتب الشركات الواسعة. بالإضافة إلى ذلك فقد كان باهظ الثمن وصعب التركيب. وبالرغم من العيوب التي فيه، ربح نيلسون جائزة ألوكا للتصميم، وأهمل أن يذكر مساهمة بروبست فيه.

### أكشن أوفيس 2
ومن بعد المبيعات القليلة لأكشن أوفيس 1، بروبست ونيلسون رجعوا مجدداً إلى لوح الرسم. لسنوات عديدة، بروبست ونيلسون اختلفوا على أفضل بيئة عمل ملائمة لموظف الشركة، وفي النهاية غادر نيلسون المشروع، رحيل نيلسون ترك بروبست حراً لاختيار مبدأ المكتب القادر على التغيير المستمر لملائمة التغييرات المطلوبة للموظف، بدون الحاجة لشراء أثاث جديد، وتسمح للموظف بدرجة من الخصوصية، والقدرة على تخصيص منصة العمل الخاصة به بدون التأثير على منصات العمل الأخرى التي تقع بالقرب منه،  عرف بروسبت بأن الأشخاص يكونون أكثر إنتاجية بمنطقة مطوقة ويكونون قادرين على تخصيصها بأنفسهم، ولكن أيضاً تتضمن مشاهد خارج مساحة العمل. مفهوم بروسبت كان «التجاوز»، واحدة أو اثنتين أو ثلاثة قطاعات عمودية بمختلف الجهات والتي تعرف بالمنطقة وتتضمن الخصوصية بدون منع القدرة على رؤية أو المشاركة في الأنشطة المحيطة.